# Sportske Novosti
Sportske novosti es un diario en croata de Zagreb, Croacia, fundado en 1945. Es la publicación deportiva más popular y leída del país. En la actualidad el diario es publicado por el grupo Europapress Holding.

## Historia
El periódico fue publicado por primera vez el 9 de agosto de 1945 como una revista semanal llamada Ilustrirane fiskulturne novine en lo que en ese momento era la República Socialista de Croacia, en Yugoslavia. La publicación volvió a cambiar de nombre a Narodni sport el 10 de diciembre de 1945. Desde marzo de 1949 se publica dos veces por semana y desde 1951 tres por semana. Al año siguiente, en 1952, se fundaron los premios Sportske Novosti al deporte yugoslavo y croata, entre ellos el Premio camisa amarilla de Sportske novosti.
En 1962 fue adquirido por la editorial Vjesnik y fue renombrado Sportske novosti el 1 de marzo de 1962, fecha desde la que se comenzó a publicar cinco veces por semana. Desde 1967 pasó a publicarse seis números por semana (todos los días excepto los domingos). Desde 1974 a 1987 tuvo una circulación de 100 000 copias que convirtió a Sportske novosti en el diario más popular de Yugoslavia. Sus grandes cifras de ventas fueron consecuencia de la llegada de periodistas expertos, un gran número de colaboradores, innovaciones en diseño gráfico, información regional y una amplia cobertura de acontecimientos deportivos internacionales. El diario también publicó varias revistas deportivas (SN revija, Sport magazin, Super Sport).
El diario fue adquirido en 1999 por el grupo Europapress Holding y desde 2001 se publica todos los días, incluso los domingos. Más tarde, en ese mismo año, se creó el Premio Sportske Novosti al mejor jugador de fútbol del mundo según la votación de algunos de los mejores entrenadores del mundo y jugadores. El 30 de diciembre de 2005 Zvonimir Boban fue nombrado director general de Sportske Novosti, quien más tarde anunció que el periódico prestaría más atención a las noticias relacionadas con el fútbol. Boban renunció a su cargo en diciembre de 2008 debido a la insatisfacción de muchos años con la junta editorial.